# 小林銅蟲
小林 銅蟲（こばやし どうむ、1979年9月4日 - ）は、日本の男性漫画家。既婚。

## 経歴
神奈川県出身。明治大学付属中野八王子中学校・高等学校、日本大学生物資源科学部海洋生物資源科学科卒業。
中学校時代の同級生に、銅版画家の池田俊彦。
大学在学中『コミックビーム』に1年間持ち込みを行うも全てボツを喰らう。宮塚タケシのアシスタントとして活動する傍ら、あやしいわーるどに漫画をアップロードしていたが、同所のアップローダーが無くなったため自らのサイトを立ち上げ『ねぎ姉さん』の掲載をはじめた。
アシスタントの多忙さに加え主治医が死去したことが重なりうつ病が悪化、仕事場の階段から飛び降り、外傷性クモ膜下出血を負う。手術より回復しアシスタントを辞めた後、Livedoorの第14～16回デイリー4コマグランプリに投稿し優勝作品に選ばれる。3回優勝するとサイト上で執筆できる規定だったため、デイリー4コマの執筆陣に加わり、『ねぎ姉さん』のほかに『まなまこまなこ』を掲載している。また漫画家の香山哲とも知り合う。
2007年10月には東京大学教養学部より非常勤講師を委嘱され、一学期間4コマ漫画に関するゼミナールを開講した。『Quick Japan』70号の「ゼロ年代日本・次の100人」で紹介された。
2009年には、香山哲が主宰するドグマ出版から、これまでの作品をまとめた単行本『ねぎ姉さん{\displaystyle 10^{3}}』が出版された。
2011年12月、乱交パーティを取材したルポルタージュ漫画で『漫画実話ナックルズ』誌上に商業誌デビューを果たした。
2013年9月11日、『裏サンデー』の「連載投稿トーナメント」で総合2位となったことで、巨大数がテーマの漫画『寿司 虚空編』を連載開始。
2014年11月、『MANGA pixiv』にて『さいはて -Daydream Attractor-』の連載開始（月一更新）。2014年12月『裏サンデー』で『寿司 虚空編』が掲載が終了し、2015年4月に『MANGA pixiv』に移籍（不定期更新）、『MANGA pixiv』上に２つの連載を持った。タイトルに若干の変更があり『寿司 虚空編 -Sushi Kokuu Hen-』となっている。
自身の執筆の傍ら、『累』を連載する松浦だるまのチーフアシスタントも務めた。
2016年6月、『イブニング』にて料理漫画『めしにしましょう』を連載開始。自身のアシスタントとしての経験が反映された内容となっている。
2019年8月、『イブニング』にてダイエット漫画『めしのあとはやせましょう』を連載開始。単行本では『やせましょう 40歳漫画家が半年で15kg本気ダイエットした記録』に改題されている。

### 巨大数研究への寄与
2ちゃんねる掲示板の巨大数について議論をするスレッドに参加し（当時は匿名）、のちに『巨大数論』を著すフィッシュ（当時はふぃっしゅっしゅ名義）が2002年に発表した巨大数「ふぃっしゅ数」の解析に携わる。また、スレッドの議論をまとめた「巨大数研究室」というサイトを立ち上げて管理し、「巨大数」という言葉を日本に定着させる一翼を担う。その後、2013年に『寿司 虚空編』の連載が始まったことで、日本に"いわば巨大数ブーム”が起きたとされる。『現代思想』2019年12月号「特集 巨大数の世界」には小林も稿を寄せている。

## 作風
代表作『ねぎ姉さん』を始めとして脈絡に欠けたシュールな漫画が多かったため、不条理漫画家として認知されていたが、結婚を前後として『めしにしましょう』など以前に比べキャッチーな漫画も書くようになった。
自身のルーツとなる漫画作品として、キャラクターの描き方についてはあさりよしとおや『魔法陣グルグル』、4コマ漫画の様式については『コボちゃん』・『サザエさん』・『ドラクエ 4コママンガ劇場』、4コマ漫画の中でも不条理なものとして『伝染るんです。』・『GOLDEN LUCKY』やコボコラ、料理漫画として『ミスター味っ子』・『クッキングパパ』・『美味しんぼ』などを挙げている。
またクリーチャーへの関心の契機として、中学校時代の同級生だった銅版画家の池田俊彦の存在を指摘している
複数の作品に見られる要素として、数学・料理・蟻をはじめとする昆虫・クジラや貝に代表される水生生物などがある。
数学については、例えば『ねぎ姉さん』では話数が素数のとき「黒ねぎ姉さん」を登場させている。また『寿司 虚空編』では巨大数がテーマとなっている。さらに2020年から2021年にかけて、数学雑誌『数学セミナー』上で関真一朗監修による整数をテーマにした漫画「せいすうたん」を連載した。
料理については、自ら料理をするだけでなく『食い物の拡がり』『めしにしましょう』など漫画でも取り扱っている。料理観は独特で、食材、量、調理法、味など様々な点での過剰さが特徴とされる。食材の物性の変化などを科学的に考察したアプローチは実験を思わせ、メス、ピンセット、シリンダーなどを使用することもある。
アリや大学時代の研究分野であった海洋生物にも関心を示し、しばしば漫画にも登場する。鳥類や水生生物をモチーフにした作品を発表している詩人の小笠原鳥類と親交があり、同名の小笠原の詩を漫画化した『(私は絵を描いていただけだ。／船に遠隔操作の時間差爆弾を仕掛けていたのではない) 』がある。

## 人物
2017年にテレビ番組『ザ・ノンフィクション』でブロガー・作家のphaと彼の運営する「ギークハウス」が紹介され、小林も出演する中で、小林が交際・結婚に至るまでの経緯も取り上げられた。小林は以前よりギークハウスに出入りし料理を振る舞っていたが、特に金銭化はなされておらず、界隈に出入りするクリエイターやギークとの交流を深めていた。また、phaによれば、小林はめでたさを打ち消すため、バールを手に持つことで緊張感を演出しながらインタビューに応じていたという。『やせましょう』11話では、第一子の誕生を明らかにした。

## 作品リスト
自らのサイト上で発表された作品については対象外としている。太字は連載作品。
- ASIN B006C26R3E, 漫画実話ナックルズ 2012年 02月号
- ASIN B006L76AKU, 漫画実話ナックルズ 2012年 03月号
- 寿司 虚空編（2013年 - 2016年、裏サンデー→pixivコミック）
- さいはて -Daydream Attractor-（2014年 - 2016年、pixivコミック）
- めしにしましょう（2016年 - 2019年、イブニング）
- めしのあとはやせましょう（2019年 - 2020年、イブニング）
- （寿司 虚空編）[注釈 3]（2019年、『現代思想』第47巻第15号）
- せいすうたん（監修：関真一朗、2020年 - 2021年、数学セミナー）
- 小林銅蟲子ちゃん（2020年、『ヤングアニマルZERO』6月1日増刊号）
- めしにしましょう 出張食い倒れ編（2025年 -、『コミックDAYS』）

### 単行本
- 『ねぎ姉さん{\displaystyle 10^{3}}』（ドグマ出版 2009年7月）
- 『小林銅蟲ランド』（1 - 3、ドグマ出版、2010年 - 2011年）
- 『めしにしましょう』（イブニングKC、全8巻、2017年 - 2019年）
- 『寿司 虚空編』（三才ブックス、全1巻、 2017年）
- 『やせましょう 40歳漫画家が半年で15kg本気ダイエットした記録』（イブニングKC、全1巻、 2020年）
- 『せいすうたん 整数たちの世界の奇妙な物語』（日本評論社、既刊1巻、2023年） - 関真一朗との共著

### その他
- 漫画家が中古マンション購入をしてフルリノベに至るまで（マンションと暮せば by suumo、2023年7月） - 寄稿[14]

## 出演
- ザ・ノンフィクション 会社と家族にサヨナラ・・・ニートの先の幸せ 前後編（2017年6月18日、6月25日）